# Antonino Fantosati

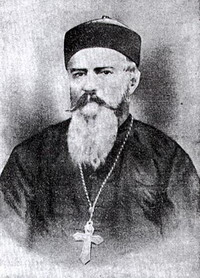
Antonino Fantosati

Antonino Fantosati OFMRef (* 16. Oktober 1842 in Santa Maria in Valle, Trevi, Kirchenstaat als Antonio Sante Agostino; † 7. Juli 1900 in Hengyang, Kaiserreich China) war ein italienischer China-Missionar und römisch-katholischer Ordensgeistlicher.

## Leben
Antonino Fantosati wurde 1842 in Trevi geboren.
Am 28. Juli 1862 legte er sein Profess bei den Franziskaner-Reformaten ab und wurde am 13. Juni 1865 in Carpineto Romano zum Priester geweiht.
1867 brach er in die Mission nach China auf.
Papst Leo XIII. ernannte ihn am 5. April 1892 zum Titularbischof von Adraa und Apostolischen Vikar von Süd-Hunan. Ezechias Banci OFMRef weihte ihn am 11. November 1892 in Kia-yuen zum Bischof. Am 27. November 1892 wurde er als Bischof installiert. Er wurde im Rahmen des Boxeraufstandes getötet.
Am 24. November 1946 sprach Pius XII. ihn selig und am 1. Oktober 2000 Papst Johannes Paul II. mit 120 anderen Märtyrern heilig.